# 訃報 1977年10月
訃報 1977年10月（ふほう 1977ねん10がつ）では、1977年（昭和52年）10月中に物故した、又は物故が報じられた人物についてまとめる。

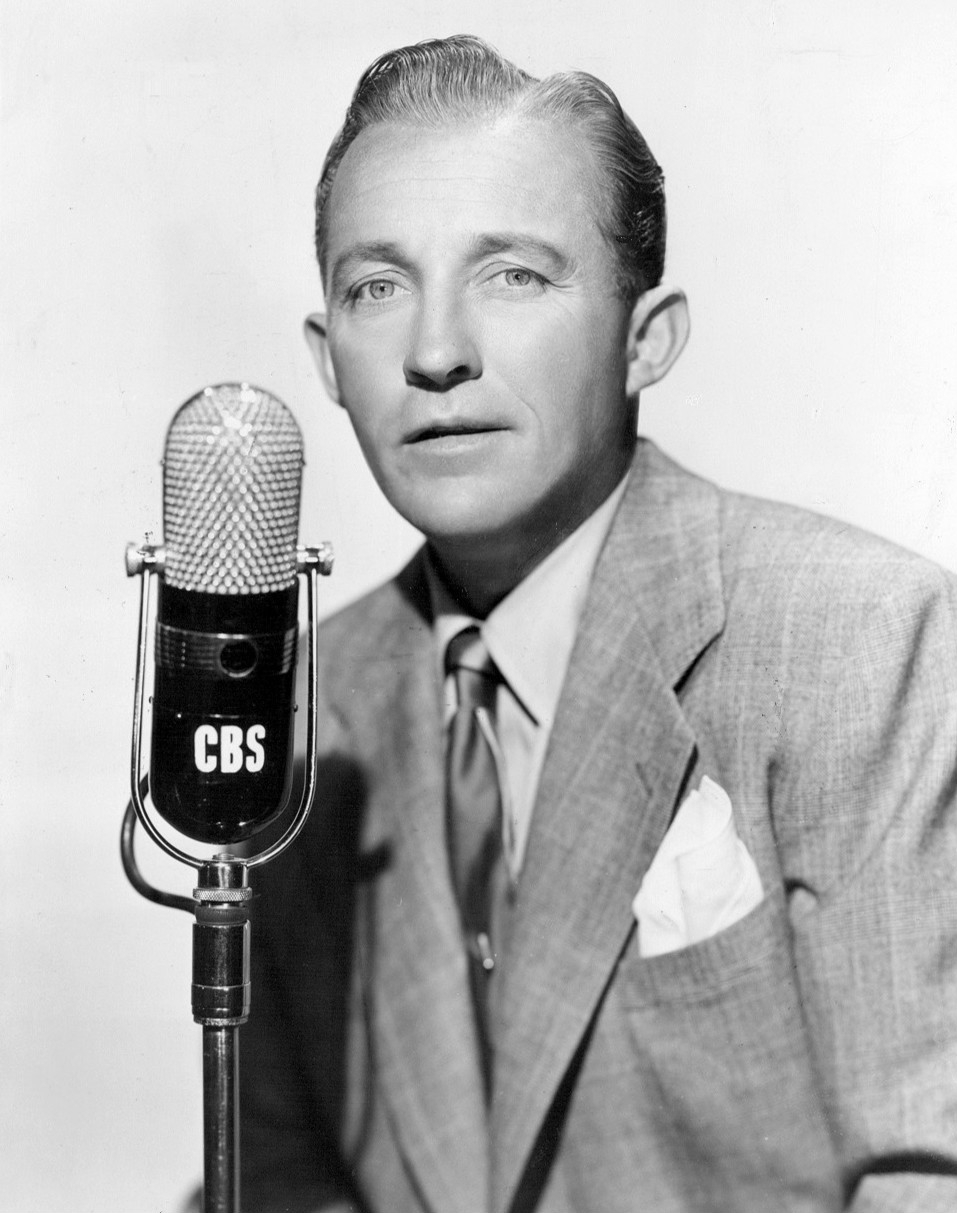
ビング・クロスビー / 10月14日没

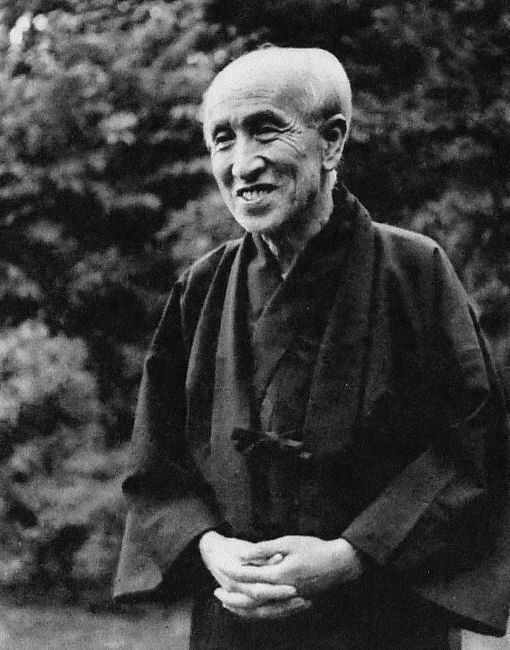
前田青邨 / 10月27日没

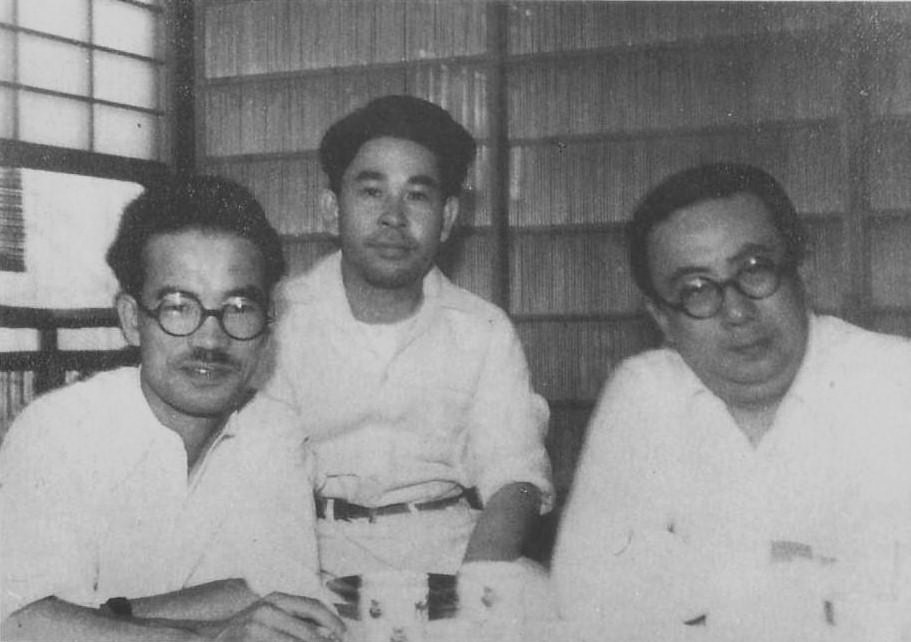
秋田實（中央） / 10月27日没

## （1日 - 15日）
- 10月4日 - 亀井高孝、西洋史学者（* 1886年）
- 10月5日 - 和田芳恵、小説家・文芸評論家（* 1906年）
- 10月11日 - 小畑忠良、実業家・官僚・弁護士（* 1893年）
- 10月11日 - マッキンレー・カンター、小説家（* 1904年）
- 10月12日 - 狩久、小説家（* 1922年）
- 10月12日 - 佐竹五三九、労働運動家（* 1918年）
- 10月13日 - 工藤昭四郎、官僚・実業家（* 1894年）
- 10月14日 - ビング・クロスビー、俳優・歌手（* 1903年）

## （16日 - 31日）
- 10月16日 - 逸見重雄、社会運動家・経済学者（* 1899年）
- 10月17日 - 深尾淳二、生産技術者・造船技術者・航空技術者（* 1889年）
- 10月17日 - 中山健男、憲法学者（* 1910年）
- 10月17日 - カル・ハバード、NFL選手、メジャーリーグ審判（* 1900年）
- 10月18日 - ハンス＝マルティン・シュライヤー、実業家（* 1915年）
- 10月19日 - 伊丹安広、野球選手（* 1904年）
- 10月20日 - 瀬藤象二、電気工学者（* 1891年）
- 10月21日 - 宮川淳、美術評論家（* 1933年）
- 10月21日 - 岡本敏明、音楽家・作曲家（* 1907年）
- 10月22日 - 浅原六朗、小説家・作詞家・俳人・大学教授（* 1895年）
- 10月23日 - 森喜作、農学者（* 1908年）
- 10月23日 - 安川茂雄、登山家・登山史研究家（* 1925年）
- 10月25日 - 田中良久、心理学者・東京大学名誉教授（* 1917年）
- 10月25日 - 稲垣足穂、小説家（* 1900年）
- 10月26日 - 小泉清明、生物学者（* 1904年）
- 10月26日 - 岡田源三郎、元プロ野球監督（* 1896年）
- 10月27日 - 安部孝一、陸軍軍人（* 1892年）
- 10月27日 - 中村実三、政治家（* 1905年）
- 10月27日 - 前田青邨、日本画家（* 1885年）
- 10月27日 - 秋田實、漫才作家（* 1905年）
- 10月29日 - 草笛美子、女優・元宝塚歌劇団娘役（* 1909年）
- 10月29日 - 千代の山雅信、元大相撲力士（* 1926年）
- 10月30日 - 野尻抱影、随筆家、天文研究家（* 1885年）